# Rock'N'Iași
Rock'N'Iași este unul dintre cele mai vechi festivaluri rock/metal din zona regională a Moldovei care are loc anual la Casa de Cultură a Studenților din Iași, România. 
Prima ediție a avut loc în 2007 la Complexul Turistic „Ciurbești” din Iași. Începând cu anul 2016, s-au ținut multe ediții în aer liber în zona Pârtiei De Ski din zona Copou din Iași. 
Proiectul este organizat și coordonat de către Asociația Culturală Moldavia și are ca obiectiv încurajarea activă, dezvoltarea și sprijinirea debutului artistic al tinerilor pe scena muzicii rock, atât în România, Moldova, cât și în străinatate.

## 2007-2014

### 2007
Istoria festivalului a început in vara anului 2007, când au urcat pe scena festivalului 40 de trupe din Romania și Europa, având ca invitați speciali trupa: FLESHGORE (Ungaria).
În iarna aceluiași an, 2007 au venit in Iași MOONSORROW (Finlanda) și ARKONA (Rusia).

### 2008
A urmat ediția de vară din 2008, care a adus în fata metalistilor români pe KORPIKLAANI (Finlanda) si GOD (PORTUGALIA).
Ediția de iarna din 2008 aduce un line-up având ca headlineri: FINNTROLL (Finlanda) si ELUVEITIE (Elvetia). În deschiderea Ior, au urcat pe scenă trupe rock de tineri din România, ca: MAGICA, BUCOVINA, ASHAENA, SKEPSIS.

### 2009
Din 2009, datorită crizei economice care a afectat finanțatorii festivalului, ROCK’N’IAȘI se restrânge la o singură ediție. În acel an, au urcat pe scenă cea mai cunoscută trupa de rock, din România, la nivel internațional, în domeniul rock metal: NEGURA BUNGET.

### 2010
In 2010, organizatorii au stabilit să dea o nouă tentă festivalului, aducand în fața tinerilor și posibilitatea înscrierii la un concurs. Astfel a avut loc prima ediție de concurs ROCK’N’IASI, dedicat exclusiv trupelor tinere din Iași. Au câstigat tinerii de la Heal, care au avut posibilitatea lansării, in luna februarie 2011, a primului album, realizat si finanțat de organizatorii ROCK’N’IASI. Pe scena festivalului au urcat ALTERNOSFERA (Moldova), INSANE (Ungaria), CONQUERED LION (Macedonia), COMA (România) și INFECTED RAIN (Moldova).

### 2011
În 2011 a fost deschis concursul către formațiile de rock din România, fiind unul dintre puținele concursuri de gen care a adus în fața tinerilor un juriu competent, care a purtat discuții cu fiecare trupă in parte, dându-le astfel un feedback constructiv tinerilor, fapt apreciat de toate trupele participante. In 2011 am organizat concursul pe 3 sectiuni: alternativ, metal si core. Ca trupe invitate au fost NAPALM DEATH (Anglia), LUNA AMARA si ALTAR (Romania).

### 2012
În 2012, festivalul a facut parte din GFEST, festivalul tinerilor ieșeni, și a organizat concursul cu cele mai mari premii în bani, din România, din domeniul rock-lui underground, valoarea fiind de 6000 de lei. S-a desfasurat in doua etape, metal si alternativ. In cadrul festivalului a avut loc ultimul concert al lui Cristi Minculescu cu trupa IRIS. Pe scenă au urcat RAVA, ALTERNOSFERA, REHAB NATION, SUKAR NATION dar și alte trupe din Romania și Republica Moldova

### 2013
Din 2013 festivalul este preluat ca organziare de Asociația Culturală Moldavia în parteneriat cu Casa de Cultură a Studenților Iași.
În anul 2013 concursul a fost organizat în 2 etape distincte: METAL în perioada 19 – 20 octombrie și ALTERNATIV în perioada 1 – 3 noiembrie. Noutatea proiectului din 2013 a fost faptul că au fost aduși 12 voluntari din Portugalia, Spania și Italia să ajute în organizare. Voluntarii au venit prin programul Serviciul European de Voluntariat.
Finanțator în 2013 a fost Administrația Fondului Cultural Național, iar partener principal: Casa de Cultură a Studenților Iași. Ca și headlineri menționăm: KROW (Brazilia), VALKYRJA (Suedia), Bucovina, Dor de duh, G.O.D., Gotic, Abigail. Concursul de Alternativ a fost câștigat de THE KRIPTONITE SPARKS din Botoșani, iar la Metal a câștigat VESPERA din Cluj.

### 2014
În 2014, cu ajutorul finanțatorului principal AFCN, festivalul a adus pe scena din Casa de Cultură a Studenților Iași, nume ca: SUIDAKRA, PERZONAL WAR, BUCOVINA, GOD, SKA-NK, CRIMENA, AVATAR, TRAVKA, THE KRIPTONITE SPARKS, N.O.R., VESPERA Concursul de Alternativ a fost câștigat de DRIFTWOOD din Bacău, iar la Metal a castigat HALMYRIS din Iași.

## 2015-2020

### 2015
Ediția din 2015 a fost o ediție în care s-au lansat albume și s-au organizat aniversări. Au lansat album ieșenii de la INSIDE, am aniversat 20 de ani cu TROOPER, 15 ani cu LUNA AMARA și 60 de primavera cu BUCOVINA.
Pe scenă au urcat pentru prima data 13 trupe din Iași: NOUĂ ANI LUMINĂ, THE CURLS, INSIDE, OUTSTORM, TREI CIOCANE, IRON CROSS, SUBLIMINAL DAMAGE, BLACKOUT, HALMYRIS, AAMON, BEAUTY AND THE RAT, PINHOLES, BUCOVINA. Trupa HERESY din Costa Rica au ridicat publicul în picioare, fiind aclamați minute în șir.

### 2016
În 2016 aniversăm “10 ANI DE MUZICA BUNA”, și avem 3 evenimente marca ROCK’N’IASI: WINTER EDITION (februarie), OPEN AIR (MAI) și INDOOR EDITION (octombrie).
În luna februarie, pe 26 si 27, am lansat 2 albume ale unor trupe cunoscute din Iași: BUCOVINA - "NESTRAMUTAT" si BEAUTY AND THE RAT - "UNBORN". Pe scenă au urcat: NIGHTMARION, DRIFTWOOD, INSIDE,SEVEN HILLS, ASEMIC și FURTHERIAL din Turcia.

### 2017
În 2017, la fel ca în anul 2016, au avut loc 3 ediții ale festivalului: „Winter Edition”, ce a avut deja loc în perioada 25-26 martie 2017, „Open Air” în perioada 19-21 mai 2017 și „Indoor Edition” la sfârșitul lunii octombrie 2017. Singura ediție care nu va avea loc la Casa de Cultură a Studenților din Iași este „Open Air”, care va avea loc pe Pârtia de Schi din zona Copou, Iași. 
Line-up-ul adună 26 de trupe printre care: Alternosfera, Busola, Bucovina, Trooper, Mercy's Dirge și altele.

### 2018
Prima ediție a fost una de tip „Open Air” și a avut loc în perioada 18-20 mai 2018 la Pârtia De Schi din zona Copou. Ediția „Indoor Edition” a avut loc în perioada 26-28 octombrie 2018 la Casa de Cultură a Studenților Iași.
Pe cele 2 scene din sala Gaudeamus și pub-ul Dublin, au urcat trupe din România, Moldova, Italia, Grecia și Bulgaria. Line-up-ul include trupe ca Siaj (Moldova), Magnetic (Bulgaria), 1000 Facez (Moldova), Sorrows Path (Grecia), Alt.End (Ucraina) și altele.

### 2019
Anul 2019 a marcat 13 ani de Rock’N’Iași. Pentru al patrulea an consecutiv, a avut loc o ediție de tip „Open Air”. Inițial, locația evenimentului ar fi trebuit să fie în continuare Pârtia De Ski din zona Copou a orașului Iași. Din motive meteorologice, organizatorii au fost nevoiți să mute locația evenimentului în parcarea Casei De Cultura A Studenților din Iași.
Evenimentul s-a desfășurat în perioada 17-19 mai 2019. și au cântat 15 trupe din țări precum România, Grecia, Republica Moldova, Austria, Rusia, Bulgaria și Germania.
Ordinea trupelor a arătat în felul următor:
Vineri, 17 mai 2019:
- 18:00 – Sukar Nation (România)
- 18:50 – Underwaves (România)
- 19:40 – Subliminal Damage (România)
- 20:50 – Fallcie (Rusia)
- 22:00 – Bucovina (România)

Sâmbătă, 18 mai 2019:
- 18:00 – B.P.C (România)
- 18:50 – Magnetic (Bulgaria)
- 19:40 – Bent By Sorrow (Grecia)
- 20:50 – Project Renegade (Grecia)
- 22:00 – Harakiri For The Sky (Austria)

Duminică, 19 mai 2019:
- 18:00 – LabbaTrissta (Republica Moldova)
- 18:50 – Outstorm (România)
- 19:40 – Astrarot (Grecia)
- 20:50 – Anonyme (Bulgaria)
- 22:00 – Electric Moon (Germania)

### 2020
Din cauza pandemiei, festivalul s-a desfășurat online, Rock'N'Iași Online Edition având loc în perioada 07 - 09 decembrie iar concertele fiind fost înregistrare în luna noiembrie pe scena Gaudeamus a CCS Iasi, acolo unde în fiecare an din 2007 s-a desfășurat ediția INDOOR.
Line-up:
- Adam's Nest
- Aamon
- Beauty and the rat
- Belzeduh
- BPC (Bem pe caiet)
- Bucovina
- Claudiu Cârstean
- Gili Barbu
- Inside
- Retrebled
- Sukar Nation

## 2021-2024

### 2021
După mai bine de 2 ani, festivalul Rock’N’Iași revine cu o nouă ediție. Excluzând ediția pandemică din anul 2020, ultima ediție „cu public” a avut loc în anul 2019. În mod normal, aveau loc ediții prin lunile mai sau octombrie, dar, în acest an a avut loc în perioada 24-26 septembrie 2021. A fost un eveniment de tip „Open Air” și a avut loc în aceiași locație similară cu ultima ediție din anul 2019. În contextul pandemic, ediția a avut loc în parcarea Casei De Cultură a Studenților din Iași.

### 2022
În perioada 2-4 septembrie 2022, a avut loc Rock’N’Iași „Open Air” 2022. Acesta a avut loc, la fel ca edițiile anterioare, în parcarea Casei De Cultură A Studenților din Iași. Comparativ cu anul 2021, desfășurată în condiții de pandemie, aceasta nu a mai avut astfel de restricții. Datorită acestui aspect, au fost mai multe capete de afiș străine. Ediția din acest an a avut trupe precum Sinoptik din Ucraina, Firtan din Germania sau Ironwill din Italia. Pe lângă acestea, au fost și trupe Românești.
Programul festivalului a arătat în felul următor:
Vineri, 2 septembrie 2022:
- 18:00 – 18:30 – KRÖM
- 18:50 – 19:20 – IMPRUDENT
- 19:40 – 20:10 – INSIDE
- 20:30 – 21:00 – NOUĂ ANI LUMINĂ
- 21:30 – 23:00 – BUCOVINA

Sâmbătă, 3 septembrie 2022:
- 15:30 – 17:30 – KANGOO JUMPS
- 17:45 – 18:30 – ALTLUT
- 18:50 – 19:20 – SERPENT STREAM
- 19:40 – 20:10 – SUBLIMINAL DAMAGE
- 20:30 – 21:10 – IRONWILL
- 21:40 – 23:00 – FIRTAN

Duminică, 4 septembrie 2022:
- 17:00 – 17:40 – MOLTEN SKIN
- 18:00 – 18:30 – RETREBLED
- 18:50 – 19:20 – OUTSTORM & OBLX
- 19:40 – 20:10 – BEAUTY AND THE RAT
- 20:30 – 21:00 – ZIVANISHED
- 21:40 – 23:00 – SINOPTIK

### 2023
Festivalul Rock'N'Iași revine în perioada 6-8 Octombrie 2023 cu încă o ediție, ca în anii anteriori, în parcarea Casei de Cultură a Studenților Iași. A fost un eveniment de tip „Open Air” la care au participat mai multe trupe din Ungaria, Grecia, Portugalia și desigur, România. 
Line-up:
Vineri, 6 octombrie 2023:
- 18:00 ARCHVILE
- 18:50 PASSENGERS IN PANIC
- 19:40 GUNSHEE
- 20:30 MASK OF PROSPERO
- 21:30 BUCOVINA

Sâmbătă, 7 octombrie 2023:
- 18:00 DEAN KLOOGE
- 18:50 IMPRUDENT
- 19:40 HIRAETH
- 20:30 GODIVA
- 21:30 DUST BOLT

Duminică, 8 octombrie 2023:
- 18:00 DRUNKEN OWLS
- 18:50 KROM
- 19:40 SERPENT STREAM
- 20:30 THE LOOSE TIES
- 21:30 YEUX

### Concurs
În luna august 2024, Rock’N’Iași a anunțat organizarea concursului/evenimentului „You(ths) break the stage”. Acesta s-a desfășurat în mai multe etape, prima fiind votul publicului. În cele din urmă, s-au selectat 12 trupe pentru concurs. Conform reportajului de mai jos de la Iasi Tv Life (o televiziune locală ieșeană), s-au strâns vreo 7000 de voturi la această „preselecție”. Primele 3 trupe câștigătoare au urcat pe scena Rock’N’Iași în perioada 4 – 6 octombrie 2024. 
Programul concursului a fost în felul următor:

Vineri, 27 septembrie 2024 – ora 21:00
- ACE111
- Timebomb

Sâmbătă, 28 septembrie 2024 – ora 17:00
- Frații Jdieri
- Fier Vechi
- Cutia Neagră
- Molda The Dog (Moldova)
- Hypnotical (Moldova)
- Cătun

Duminică, 29 septembrie 2024 – ora 17:00
- Mantra
- Krom
- Mars
- Punisher

Trupele Câștigătoare a concursului au fost:
- Locul 1 - FRAȚII JDIERI
- Locul 2 - CATUN
- Locul 3 - MARS
- Locul 4 - HYPNOTICAL
- Locul 5 - KROM

### Festival
Festivalul în sine a avut loc pe 4 - 6 Octombrie 2024 și a avut mai mulți invitați din Grecia, Italia, Republica Moldova, Malta, Germania și desigur, România, precum și trupele câștigătoare a concursului.
Line-up:
Vineri, 4 octombrie 2024:
- 18:00 – Fier Vechi
- 18:50 – Mars
- 19:45 – Cătun
- 20:45 – SMAE
- 21:45 – Amongruins (Grecia)

Sâmbătă, 5 octombrie 2024:
- Frații Jdieri
- Deus Culpa (Grecia)
- Slave Steel (Italia)
- Angelcrypt (Malta)
- Dust Bolt (Germania)

Duminică, 6 octombrie 2024:
- KRÖM
- Hypnotical (Republica Moldova)
- Dark Structure (Republica Moldova)
- Still Dusk (Grecia)
- Pinholes